# Miss El Salvador
Miss El Salvador es el principal concurso de belleza nacional de El Salvador que se celebra anualmente desde el año 1954, donde la primera ganadora fue Myrna Ros Orozco. Cada concursante representa un departamento del país y la ganadora recibe el título de Miss El Salvador, llevándolo por un período de alrededor de un año.
Tomando como referencia Miss Universo, El Salvador comenzó a elegir su representante para el certamen con un concurso nacional a partir de 1954, cuando se llevó a cabo el concurso de Miss Universo y nació la organización Miss El Salvador.

## Miss El Salvador
Miss El Salvador es el título que se otorga a la ganadora de uno de los varios concursos de belleza existentes en El Salvador, en los cuales se elige entre mujeres de entre 18 a 25 años, a la representante de El Salvador en diferentes concursos de belleza a nivel internacional. A nivel de concursos de belleza El Salvador tiene actualmente presencia en los siguientes concursos de belleza internacional: Miss Universo, Miss Mundo, Miss Tierra, Miss Internacional, Miss Turismo, Queen Internacional, Top Model of The World, Miss Hispanoamérica, Miss Intercontinental, Miss Teen International, Reinado del Café, Miss Pacífico, Miss Costa Maya, Miss Continentes Unidos, Miss Supranacional y Miss Intercontinental.
Existen diferentes organizaciones que envían a delegadas, escogidas en un concurso nacional, en este se siguen básicamente los lineamientos de un concurso de belleza normal, tomando el formato de los más famosos, como Miss Universo y Miss Mundo, donde se elige a la ganadora basados en su desempeño y calificándoles en áreas como: entrevista, traje de noche, traje de baño y talento. Se lleva a cabo una gala final en la cual se elige a la nueva soberana año con año y la que representa a El Salvador en diferentes concursos de belleza que son mayas 
Ganadoras de Miss El Salvador Universo
| Año  | Nuestra Belleza El Salvador Universo     | Ciudad de Origen  | Posición en Miss Universo | Premios Especiales           |
| ---- | ---------------------------------------- | ----------------- | ------------------------- | ---------------------------- |
| 2006 | Rebecca Iraheta                          | La Libertad       | No clasificó              |                              |
| 2007 | Lissette Rodríguez Alfaro                | Usulután          | No clasificó              |                              |
| 2008 | Rebeca Moreno                            | San Salvador      | No clasificó              | Miss Simpatía                |
| 2009 | Jacquelin Mayella Mena Mahomar           | Antiguo Cuscatlán | No clasificó              | Mejor Traje Nacional (Top 5) |
| 2010 | Sonia Yesenia Cruz Ayala                 | La Libertad       | No clasificó              |                              |
| 2011 | Mayra Graciela Aldana Najarro (Suplente) | San Salvador      | No clasificó              |                              |
| 2011 | Alejandra Ochoa (Destituida)             | Santa Tecla       | No participó              | No participó                 |
| 2012 | Ana Yancy Clavel Espinoza                | San Salvador      | No clasificó              |                              |
| 2013 | Alba Marisela Delgado Rubio              | San Salvador      | No clasificó              |                              |
| 2014 | Claudia Patricia Murillo                 | Juayúa            | No clasificó              |                              |
| 2015 | Fátima Idubina Rivas Opico               | Santiago          | No clasificó              |                              |
| 2016 | No participó                             | No participó      | No participó              | No participó                 |
| 2017 | Alisson Ivonne Abarca                    | San Salvador      | No clasificó              |                              |
| 2018 | Marisela de Montecristo                  | Olocuilta         | No clasificó              |                              |
| 2019 | Zuleika Soler                            | La Unión          | No clasificó              |                              |
| 2020 | Vanessa Velásquez                        | San Salvador      | No clasificó              |                              |
| 2021 | Alejandra Gavidia                        | San Salvador      | No clasificó              |                              |
| 2022 | Alejandra Guajardo                       | San Salvador      | No clasificó              |                              |
| 2023 | Isabella García-Manzo                    | San Salvador      | Top 10                    |                              |

## Organización Miss El Salvador
Desde 1972 hasta el 2005 era la organización encargada de elegir a la representante a Miss Universo y Miss Mundo y en años recientes a Miss Tierra, la organización desde su nacimiento envió una representante de El Salvador a Miss Universo (excepto en 1980) y a Miss Mundo, (hasta mediados desde los ochenta cuando se perdió la franquicia de Miss Mundo), la organización era presidida por el Sr. Eddie González, quien fue el impulsor para llevar Miss Universo a El Salvador.
El formato del concurso se basaba en una representante por cada departamento del país, por lo que 14 eran las señoritas que entraban al concurso.
Durante la década de los ochenta por la situación de guerra civil se dejó de hacer el concurso nacional, mediante un permiso especial otorgado por la organización Miss Universo se escogía la representante a puerta cerrada, este sistema comenzó desde 1987 reanudándose el concurso nacional en 1998 y nuevamente transmitido por TCS.
El 2003 marco el último año en el cual la organización Miss El Salvador deja la asociación con Telecorporación Salvadoreña para la transmisión del concurso, por lo cual en 2004 y 2005 es transmitido a través de Canal 12, creándose un reality llamado “Rumbo a la Corona”, donde por varias semanas se descalificaba a una de las aspirantes dejando 14 para la gala final.
Esta asociación con Canal 12 dio más realce al concurso y dando como resultado desde hace años, a una semifinalista en un concurso de belleza internacional, Irma Marina Dimas Pineda, se colocó en 2005 como finalista de Miss Tierra.
En 2006 la organización tuvo problemas para renovar la franquicia con Miss Universo por lo que la pierde y esta es adquirida por Telecorporación Salvadoreña.
Esta organización dio 4 semifinalistas a Miss Universo, Carmen Elena Figueroa (1975), Eleonora Beatrice Carrillo Alamanni (1995), Carmen Milena Mayorga (1996) y Isabella García-Manzo (2023).

### Nuestra Belleza El Salvador
Luego del rompimiento entre la organización Miss El Salvador y Telecorporación Salvadoreña, en 2004 TCS compra la franquicia de Miss Mundo, organizando un evento sin precedentes en el cual se eligió a la representante a Miss Mundo y Miss Mesoamérica, George Wittels, creador de la corona de Miss Venezuela, se encargó de diseñar la corona de este concurso misma que se sigue usando a la fecha.
En 2006 TCS compra la franquicia de Miss Universo, obteniendo los derechos para elegir la participante a Miss Universo, esto ocasionó la división del evento en “Nuestra Belleza El salvador Universo” y “Nuestra Belleza El Salvador Mundo”.
La organización hasta la fecha no ha dado ninguna semifinalista en los concursos importantes, solamente Rebeca Moreno, tiene la mención de haber ganado Miss Simpatía de Miss Universo en 2008. También han sido duramente criticados por la falta de compromiso hacia escoger representantes con posibilidades de clasificación por enfocarse más al marketing que envuelven estos concursos de belleza[cita requerida].
En 2005 este concurso no se llevó a cabo.

### Ganadoras de Miss El Salvador
| 1954 | Myrna Ros Orozco                                                                                               | No entregado                        | No entregado               | No entregado | No entregado | No entregado |
| 1955 | Maribel Arrieta Gálvez (1.ª Finalista Miss Universo) (Miss Simpatía)                                           | No entregado                        | No entregado               | No entregado | No entregado | No entregado |
| 1972 | Ruth Eugenia Romero Ramírez                                                                                    | No entregado                        | No entregado               | No entregado | No entregado | No entregado |
| 1973 | Gloria Ivete Romero                                                                                            | No entregado                        | No entregado               | No entregado | No entregado | No entregado |
| 1974 | Ana Carlota Margarita Araujo                                                                                   | No entregado                        | No entregado               | No entregado | No entregado | No entregado |
| 1975 | Carmen Elena Figueroa (Top 12)                                                                                 | Ana Stella Comas Durán              | No entregado               |              |              |              |
| 1976 | Mireya Carolina Calderón Tovar                                                                                 | Soraya Comandari Zanotti            | No entregado               |              |              |              |
| 1977 | Altagracia Arévalo                                                                                             | Magaly Varela Rivera                | No entregado               |              |              |              |
| 1978 | Iris Ivette Mazorra Castro                                                                                     | No entregado                        | No entregado               |              |              |              |
| 1979 | Ivette Margarita López Lagos                                                                                   | No entregado                        | No entregado               |              |              |              |
| 1981 | Martha Alicia Ortiz (Concursó en Miss Mundo)                                                                   | No entregado                        | No entregado               |              |              |              |
| 1982 | Jeannette Orietta Marroquín                                                                                    | Loredana Munguía                    | No entregado               |              |              |              |
| 1983 | Claudia Denisse Oliva Alberto                                                                                  | Carmen Irene Álvarez Gallardo       | No entregado               |              |              |              |
| 1984 | Ana Lorena Samayoa                                                                                             | Celina María López Párraga          | No entregado               |              |              |              |
| 1985 | Julia Haydée Mora Alfaro                                                                                       | Luz del Carmen Mena Duke            | No entregado               |              |              |              |
| 1986 | Vicky Elizabeth Cañas Álvarez                                                                                  | Nadine Monique Jeanpierre Gutiérrez | No entregado               |              |              |              |
| 1987 | Virna Passelly Machuca                                                                                         | Claudia Lorena Alvarenga Ruiz       | No entregado               |              |              |              |
| 1988 | Ana Margarita Vaquerano Celarie                                                                                | Karla Lorena Hasbún                 | No entregado               |              |              |              |
| 1989 | Lucía Beatriz López Rodríguez                                                                                  | Ana Estela Aguilar                  | No entregado               |              |              |              |
| 1990 | Gracia María Guerra                                                                                            | María Elena Henríquez               | No entregado               |              |              |              |
| 1991 | Rebeca Dávila Dada                                                                                             | Lucía Beatriz López Rodríguez       | No entregado               |              |              |              |
| 1992 | Melissa Salazar                                                                                                | Raquel Cristina Durán               | María Elena Ferreiro       |              |              |              |
| 1993 | Kathy Méndez Cuéllar                                                                                           | Beatriz Eugenia Henríquez Pinto     | No entregado               |              |              |              |
| 1994 | Claudia Méndez Cuéllar, Part.en MISS ASIA PACIFIC QUEST - Miss Elegancia                                       | No entregado                        | Nathalia Gutiérrez Munguía |              |              |              |
| 1995 | Eleonora Beatrice Carrillo Alamanni (Top 10)                                                                   | No entregado                        | Natalia Díaz               |              |              |              |
| 1996 | Carmen Milena Mayorga (Top 10)                                                                                 | No entregado                        | No entregado               |              |              |              |
| 1997 | Carmen Irene Carrillo Vilanova                                                                                 | No entregado                        | No entregado               |              |              |              |
| 1998 | María Gabriela Joviel Munguía                                                                                  | No entregado                        | No entregado               |              |              |              |
| 1999 | Cynthia Carolina Cevallos Montoya                                                                              | No entregado                        | No entregado               |              |              |              |
| 2000 | Alexandra María Rivas Cruz –2.ª Finalista MISS ASIA PACIFIC– Sandra Glower Ganó REINADO DE LA COSTA MAYA INT'L | No entregado                        | No entregado               |              |              |              |
| 2001 | Grace Marie Zabaneh Menéndez                                                                                   | No entregado                        | No entregado               |              |              |              |
| 2002 | Elisa Sandoval Rodríguez                                                                                       | No entregado                        | No entregado               |              |              |              |
| 2003 | Diana Renée Valdivieso Dubón                                                                                   | No entregado                        | No entregado               |              |              |              |
| 2004 | Silvia Gabriela Mejía Córdova                                                                                  | Andrea Denise Müschenborn Charlaix  | Andrea Hernández           |              |              |              |
| 2005 | Irma Marina Dimas Pineda (Top 16 en Miss Tierra) Ganadora de Miss Piel Dorada en Costa Rica                    | Alejandra Mirian Cárcamo Ramos      | Ana Saidia Palma Rebollo   |              |              |              |

- Las ganadoras entre 2001 y 2005 concursaban en Miss Tierra y Miss Asia Pacific Quest.
- Las representantes de Miss Mundo en 2004 y 2005 fueron elegidas por TCS, Nuestra Belleza El Salvador.

### Ganadoras de Miss Universe El Salvador
| Año  | Miss El Salvador Universo           | Representación       | Lugar en MU               |
| ---- | ----------------------------------- | -------------------- | ------------------------- |
| 1954 | Mirna Ros Orozco                    | Santa Ana            | Ninguno                   |
| 1955 | Maribel Arrieta Gálvez              | San Salvador         | Primera finalista         |
| 1972 | Ruth Eugenia Romero Ramírez         | Chalatenango         | Ninguno                   |
| 1973 | Gloria Ivete Romero                 | San Francisco Gotera | Ninguno                   |
| 1974 | Ana Carlota Araujo                  | Zacatecoluca         | Ninguno                   |
| 1975 | Carmen Elena Figueroa               | La Libertad          | Top 12 (Semifinalista)    |
| 1976 | Mireya Calderón                     | Nueva San Salvador   | Ninguno                   |
| 1977 | Altagracia Arévalo                  | San Salvador         | Ninguno                   |
| 1978 | Ivette Mazorra                      | Cabañas              | Ninguno                   |
| 1979 | Ivette Lagos                        | Sonsonate            | Ninguno                   |
| 1982 | Jeanette Orieta                     | San Salvador         | Ninguno                   |
| 1983 | Claudia Oliva                       | San Miguel           | Ninguno                   |
| 1984 | Lorena Samayoa                      | San Salvador         | Ninguno                   |
| 1985 | Julia Haydée Mora                   | San Salvador         | Ninguno                   |
| 1986 | Vicky Cañas                         | San Salvador         | Ninguno                   |
| 1987 | Virna Paselly                       | San Marcos           | Ninguno                   |
| 1988 | Ana Vaquerano                       | San Vicente          | Ninguno                   |
| 1989 | Lucía López                         | San Miguel           | Ninguno                   |
| 1990 | Marina Guerra                       | Cojutepeque          | Miss All Nations          |
| 1991 | Rebeca Dávila                       | Santa Ana            | Ninguno                   |
| 1992 | Melissa Salazar                     | Aguilares            | Ninguno                   |
| 1993 | Kathy Méndez                        | Apopa                | Ninguno                   |
| 1994 | Claudia Cuéllar                     | Rosario de Mora      | Ninguno                   |
| 1995 | Eleonora Beatrice Carrillo Alamanni | San Salvador         | Top 10 (Semifinalista)    |
| 1996 | Milena Mayorga                      | Antiguo Cuscatlán    | Top 10 (Semifinalista)    |
| 1997 | Irene Carrillo                      | Atiquizaya           | Top 10 (Semifinalista)    |
| 1998 | Gabriela Jovel                      | San Salvador         | Ninguno                   |
| 1999 | Coraline Montoya                    | San Salvador         | Ninguno                   |
| 2000 | María Rivas                         | Nueva San Salvador   | Ninguno                   |
| 2001 | Gracie Zabaneh                      | Cojutepeque          | Ninguno                   |
| 2002 | Elisa Sandoval                      | Zacatecoluca         | Ninguno                   |
| 2003 | Diana Dubón                         | Sensuntepeque        | Ninguno                   |
| 2004 | Gabriela Córdova                    | Santa Tecla          | Ninguno                   |
| 2005 | Irma Dimas                          | San Salvador         | Ninguno                   |
| 2006 | Rebecca Iraheta                     | La Libertad          | Ninguno                   |
| 2007 | Lissette Rodríguez                  | Usulután             | Ninguno                   |
| 2008 | Rebeca Moreno                       | San Salvador         | Miss Amistad              |
| 2009 | Mayella Mena                        | San Salvador         | Top 5 (Traje de fantasía) |
| 2010 | Sonia Cruz                          | La Libertad          | Ninguna                   |
| 2011 | Mayra Aldana                        | San Salvador         | Ninguno                   |
| 2011 | Alejandra Ochoa                     | Santa Tecla          |                           |
| 2012 | Ana Yancy Clavel                    | San Salvador         | Ninguno                   |
| 2013 | Alba Delgado                        | San Salvador         | Ninguno                   |
| 2014 | Patricia Murillo                    | Juayúa               | Ninguno                   |
| 2015 | Idubina Rivas                       | Santiago Nonualco    | Ninguno                   |
| 2017 | Alisson Abarca                      | San Salvador         | Ninguno                   |
| 2018 | Marisela de Montecristo             | Olocuilta            | Top 20                    |
| 2019 | Zuleika Soler                       | La Unión             | Ninguno                   |
| 2020 | Vanessa Velásquez                   | San Salvador         | Ninguno                   |
| 2021 | Alejandra Gavidia                   | San Salvador         | Ninguno                   |
| 2022 | Alejandra Guajardo                  | San Salvador         | Ninguno                   |
| 2023 | Isabella García-Manzo               | San Salvador         | Top 10 (Semifinalista)    |

### Ganadoras de Miss World El Salvador
| Año  | Nuestra Belleza El Salvador Mundo   | Ciudad de Origen     | Lugar en Miss Mundo                                 |
| ---- | ----------------------------------- | -------------------- | --------------------------------------------------- |
| 1975 | Stella Durán                        | San Salvador         | Ninguno                                             |
| 1976 | Soraya Comandari                    | Apopa                | Ninguno                                             |
| 1977 | Magaly Valera                       | Santa Ana            | Ninguno                                             |
| 1978 | Ivette Mazorra                      | San Salvador         | Ninguno                                             |
| 1979 | Ivette Lagos                        | San Salvador         | Ninguno                                             |
| 1981 | Alicia Ortiz                        | Cojutepeque          | Ninguno                                             |
| 1982 | Loredana Munguía                    | San Salvador         | Ninguno                                             |
| 1983 | Irene Gallardo                      | San Salvador         | Ninguno                                             |
| 1984 | Celina Párraga                      | Santo Tomás          | Ninguno                                             |
| 1985 | Luz Duke                            | Santiago Nonualco    | Ninguno                                             |
| 1986 | Nadine Monique Jenapierre           | San Salvador         | Ninguno                                             |
| 1987 | Lorena Alvarenga                    | San Vicente          | Ninguno                                             |
| 1988 | Karla Hasbún                        | San Salvador         | Ninguno                                             |
| 1989 | Estela Aguilar                      | Sensuntepeque        | Ninguno                                             |
| 1990 | María Elena Enríquez                | Quezaltepeque        | Ninguno                                             |
| 1991 | Lucía Rodríguez                     | San Francisco Gotera | Ninguno                                             |
| 1992 | Cristina Durán                      | Chalatenango         | Ninguno                                             |
| 1993 | Eugenia Pinto                       | Verapaz              | Ninguno                                             |
| 2004 | Andrea Müschenborn Charlaix         | San Salvador         | Clasificación Top 25 Talento                        |
| 2005 | Alejandra Cárcamo                   | San Salvador         | Clasificación Top 15 Beauty Beach Contest           |
| 2006 | Evelyn Tatiana Romero López         | San Salvador         | Clasificación Top 25 Beauty Beach Contest           |
| 2007 | Silvia Michelle Melhado Rodríguez   | La Unión             | Ninguno                                             |
| 2008 | Gabriela Alexandra Gavidia Gáldamez | San Salvador         | Ninguno                                             |
| 2009 | Elena Tedesco                       | San Salvador         | Ninguno                                             |
| 2010 | Gabriela Molina Rochac              | La Libertad          | 3.º Lugar (Belleza con Propósito)                   |
| 2011 | Marcela Castro                      | San Salvador         |                                                     |
| 2012 | María Luisa Vicuña                  | Sonsonate            | Ninguno                                             |
| 2013 | Paola Ayala                         | San Salvador         | 5.° Lugar en Deportes                               |
| 2014 | Larissa Vega                        | Santa Ana            | Top 10 (Deportes)                                   |
| 2015 | Marcela Santamaría                  | Santa Tecla          | Top 10 (Belleza con Propósito) / Top 25 (Fans vote) |
| 2016 | Ana Miriam Cortez                   | Santa Ana            |                                                     |
| 2017 | Fátima Cuéllar                      | San Salvador         | Top 15 (Semifinalista)                              |
| 2018 | Metzi Solano                        | Santa Ana            | Ninguno                                             |
| 2019 | Fátima Mangandí                     | Santa Tecla          | Ninguno                                             |

## Reinado de El Salvador
Se encarga de escoger a representantes a diferentes concursos internacionales de belleza, entre ellos Miss Tierra, Miss, Miss Internacional, Miss Intercontinental y otros de gran relevancia, esta organización fue creada en años recientes y es independiente a las televisoras nacionales, organizando el concurso de manera pública. En los últimos años ha tenido cobertura en prensa y ha dado una Miss Simpatía en 2008 en Miss internacional, Georgina Cisneros.
Las organizaciones envían sus delegadas a, Miss Universo, Miss Mundo, Miss Internacional, Reina Hispanoamericana, Miss Continente Americano, Miss América Latina, Reinado Internacional del Café.

### Miss Internacional
| 2008 | Georgina Cisneros     | Miss Simpatía |              |              |
| 2009 | Vanessa Hueck         | Ninguno       |              |              |
| 2010 | Marcela Santamaría    | Ninguno       |              |              |
| 2011 | Marlin Ramírez        | Ninguno       |              |              |
| 2012 | No participó          | No participó  | No participó | No participó |
| 2013 | Yaritza Rivera        | Ninguno       |              |              |
| 2014 | Idubina Rivas         | Ninguno       |              |              |
| 2015 | Eugenia Ávalos        | Ninguno       |              |              |
| 2016 | Elizabeth Cader       | Top 15        |              |              |
| 2017 | Fátima Mangandí       | Ninguno       |              |              |
| 2018 | Ena Cea               | Ninguno       |              |              |
| 2019 | Patricia Elena Battle | Ninguno       |              |              |

### Miss Supranacional
| 2011 | Mónica Hernández         | Ninguno      |              |              |
| 2012 | Metzi Solano             | Ninguno      |              |              |
| 2013 | No participó             | No participó | No participó | No participó |
| 2014 | Marcela Solórzano        | Ninguno      |              |              |
| 2015 | Veronica Olivares        | Ninguno      |              |              |
| 2016 | Lisbeth Interiano        | Ninguno      |              |              |
| 2017 | Sofía Trigueros          | Ninguno      |              |              |
| 2018 | Katia Lobos              | Ninguno      |              |              |
| 2019 | No participó             | No participó | No participó | No participó |
| 2021 | Linda Sibrián            | Top 24       |              |              |
| 2022 | Jennifer Figueroa Flores | Ninguno      |              |              |
| 2023 | Luciana Martínez         | Top 24       |              |              |
| 2024 | Naomy Montiel            | Ninguno      |              |              |

### Miss Grand International
| 2013 | Elisa Durán      | Ninguno      |              |              |
| 2014 | Andrea Mariona   | Ninguno      |              |              |
| 2015 | No participó     | No participó | No participó | No participó |
| 2016 | No participó     | No participó | No participó | No participó |
| 2017 | No participó     | No participó | No participó | No participó |
| 2018 | Génesis Fuentes  | Ninguno      |              |              |
| 2019 | Olga Ortiz       | Ninguna      |              |              |
| 2020 | Luciana Martínez | Top 20       |              |              |
| 2021 | Iris Guerra      | Ninguno      |              |              |
| 2022 | Noor Mohamed     | Ninguno      |              |              |
| 2023 | Fátima Calderón  | Ninguno      |              |              |
| 2024 | Giulia Zanoni    | Top 20       |              |              |

### Miss Tierra
| 2005 | Irma Dimas        | Top 16       |              |              |
| 2006 | Astrid Machado    | Ninguno      |              |              |
| 2007 | Julia Ayala       | Ninguno      |              |              |
| 2008 | Teresita Gómez    | Ninguno      |              |              |
| 2009 | Mayra Aldana      | Ninguno      |              |              |
| 2010 | Anita Puertas     | Ninguno      |              |              |
| 2011 | Yaritza Rivera    | Ninguno      |              |              |
| 2012 | No participó      | No participó | No participó | No participó |
| 2013 | Georgina González | Ninguno      |              |              |
| 2014 | No participó      | No participó | No participó | No participó |
| 2015 | Pamela Valdivieso | Ninguno      |              |              |